# Hiperhomocisteinemia
Se denomina hiperhomocisteinemia a un grupo de enfermedades metabólicas poco frecuentes que se caracterizan por presentar un nivel elevado del aminoácido homocisteína en el plasma sanguíneo. 
Los niveles de homocisteína elevados en sangre guardan una estrecha relación con aterosclerosis prematura, trombosis recurrentes de arterias coronarias, cerebrales o periféricas, trombosis venosa y recientemente descubierto, con el riesgo de desarrollar mal de Alzheimer. Estudios científicos recientes han mostrado que incluso los niveles moderadamente elevados de homocisteína aumentan el riesgo de enfermedad de las arterias coronarias, cerebrales, periféricas y de la muerte cerebrovascular.
Debido a que los folatos (derivados del ácido fólico) participan en la degradación metabólica de la homocisteína, los niveles plasmáticos de este aminoácido muestran una fuerte correlación inversa con la ingestión dietética y con los niveles en plasma de folatos.

## Patogenia

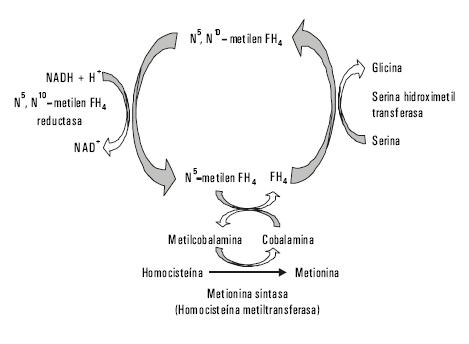
Ciclo metabólico de la homocisteína.

La homocisteína es un aminoácido azufrado, no proteinógeno, es decir, que no forma parte de las proteínas. Es el producto intermedio del metabolismo de los aminoácidos metionina y cistina. Por lo tanto, es producida y degradada de manera normal dentro del organismo. Es importante desde el punto de vista metabólico, porque participa en la transferencia de grupos metilo (-CH3).

### Metabolismo de la homocisteína
La homocisteína no se incorpora a través de la dieta en los vertebrados, sino que aparece como derivada del metabolismo de la metionina, otro aminoácido, que forma parte de las proteínas. La metionina, procedente de la dieta o de la degradación de las proteínas propias del organismo, es transformada dentro de las células a homocisteína mediante tres reacciones sucesivas. Esta es la única fuente de homocisteína en vertebrados. A nivel de la homocisteína, el metabolismo se bifurca en dos rutas metabólicas, llamadas de la transulfuración y de la remetilación.

### Transulfuración
La homocisteína se transforma a cisteína mediante dos reacciones dependientes de la vitamina B6.
1. La reacción es catalizada por la cistationina beta-sintasa y en ella, la homocisteína se condensa con una molécula de serina para formar cistationina. En condiciones fisiológicas esta reacción es irreversible (Homocisteína + Serina --> Cistationina).
2. La cistationina gamma-liasa cataliza la formación de cisteína y alfa-oxobutirato a partir de la cistationina (Cistationina --> Cisteína + Alfa-Oxobutirato).

### Remetilación
Se añade un grupo metilo a la homocisteína para formar metionina mediante dos rutas metabólicas independientes, en las que participan respectivamente las enzimas 5-metil-tetrahidrofolato-homocisteína S-metiltransferasa y la betaína-homocisteína metiltransferasa. 
La primera de estas enzimas se encuentra en la mayoría de las células y requiere de 5-metiltetrahidrofolato como fuente de grupos metilo y de metilcobalamina como cofactor. 
La segunda, se encuentra en el hígado y, en menor proporción, en riñones y glándulas suprarrenales; empleando betaína como fuente de grupos metilo. 
La acción de ambas reacciones permite conservar la metionina y mantener ciertas concentraciones de S-adenosilmetionina. En humanos, aproximadamente el 50% de la homocisteína es convertida en metionina mediante remetilación.

## Fisiopatología
Numerosos estudios[¿por quién?] con modelos in vitro, así como con animales de experimentación en vivo, y algunas investigaciones clínicas han tratado de establecer los mecanismos íntimos de la posible relación causa-efecto entre hiperhomocisteinemia y aterogénesis. 
Sin embargo, es necesario aclarar que toda esta información debe interpretarse con la necesaria cautela y crítica, ya que muchos de los datos obtenidos en estudios in-vitro hacen uso de condiciones que difícilmente sean conseguidas in-vivo, por lo que no existe una verdadera correlación entre ambos tipos de estudio.[cita requerida]
Aunque aquí se examinan los posibles mecanismos por separado se hará evidente que el daño total es más bien la sumatoria de un conjunto de vías y efectos que se encuentran íntimamente relacionados.

### Daño oxidativo
Durante la autooxidación de la homocisteína se generan como productos derivados, potentes especies reactivas de oxígeno, tales como el anión superóxido, el peróxido de hidrógeno y el anión hidroxilo.
Estas especies de oxígeno reactivo pueden provocar disfunción endotelial, con el consiguiente daño de la pared vascular y sus graves consecuencias: 
-Regulación vasomotora alterada.
-Cambio del fenotipo antitrombótico.
-Activación y agregación plaquetaria.
-Activación de la elastasa.
-Aumento de la deposición de Ca2+ en la íntima arterial.
-Peroxidación de los lípidos que forman parte de las lipoproteínas plasmáticas (en especial de las lipoproteínas de baja densidad (LDL), con la formación de hidroxicolesteroles altamente aterogénicos).
-Degradación de ácidos grasos polinsaturados.
-Formación de lisolecitina y modificación aldehídica de los restos de lisina de la Apo B100, con los consiguientes efectos citotóxicos y aterogénicos.

### Efectos directos de la homocisteína y de la homocistina
Existen estudios en los que consta el efecto estimulante de la homocisteína sobre la síntesis de ADN en células musculares lisas(CMLs) en cultivo, obtenidas de vasos sanguíneos de humanos.
El efecto es bifásico, o sea, dividido en dos etapas claramente delimitadas:
Primero se observa que al aumentar la concentración de homocisteína en el medio de cultivo, se produce un incremento de la intensidad de la biosíntesis de ADN. Sin embargo a concentraciones mucho mayores, que sobrepasan los límites patofisiológicos, se observa una marcada inhibición en la síntesis de ADN.
También se ha observado un efecto bifásico en la actividad colagenasa medida por zimografía en la matriz extracelular de la pared vascular; causado por la concentración de homocisteína. 
Existen trabajos en los que se reporta la inhibición o el bloqueo que ejerce la forma reducida de este aminoácido sobre la interacción del activador tisular de plasminógeno con la anexina, esto puede provocar cambio del patrón antitrombótico de las células endoteliales de la pared vascular. 
Al parecer, según un trabajo de Jacobsen; las células endoteliales provenientes de la aorta de humanos son incapaces de expresar, al menos en cultivo, la forma activa de la cistationina b -sintasa (CBS). Lo cual provoca que esta células sean incapaces de iniciar el catabolismo de la homocisteína por la vía de la transulfuración, tornándolas por lo tanto, mucho más susceptibles a los incrementos de su concentración. 
El mismo autor reporta que su grupo de investigación demostró que concentraciones de homocisteína del orden de los 10 a 50 m mol/L estimulan la expresión de la proteína quimiotáctica-1 (PQ-1) en células endoteliales aórticas en cultivo, efecto que no se logró con otros amino-ácidos azufrados (cisteína, cistina, metionina y homocistina).
La PQ-1 es un potente agente quimiotáctico para monocitos que pertenece a la familia de las quimiocinas C-C, por lo que este resultado apunta a uno de los fenómenos involucrados en la fisiopatología de la aterosclerosis: respuesta inflamatoria de la pared vascular, que en este caso es producida por la elevada concentración de homocisteína. 
Por otro lado, resultan de interés los resultados experimentales de Tyagi, quien trató de demostrar que la forma oxidada de la homocisteína, la homocistina, puede causar alteraciones ateroscleróticas prematuras en el corazón. 
El autor cultivó células musculares lisas aisladas de las arterias coronarias de corazones humanos con cardiomiopatía idiopática. La adición de homocistina a los cultivos produjo un evidente aumento del número de células musculares lisas, o sea, se estimuló la proliferación de estas células. Sin embargo este efecto proliferativo fue bloqueado por la adición del agente antioxidante N-acetil cisteína (NAC).
También la homocistina indujo la síntesis de colágeno en una forma dependiente del tiempo y de la dosis, efecto que se logró inhibir al añadir al medio de cultivo NAC o glutatión reducido. 
Por último, logró demostrar que proteínas de 25 a 40 kDa encontradas en la membrana plasmática y el citosol de estas células en cultivo, son capaces de ligar homocistina; efecto que fue inhibido por la NAC.
El autor sugiere que estas proteínas pueden ser receptores específicos para la homocisteína oxidada, con esto se abre un interesante campo de investigación.

### Alteraciones del endotelio
El endotelio es un tejido conformado por células que actúan como una barrera estructural entre la sangre y el tejido adyacente, controlan el tono arterial, la proliferación del músculo liso, la agregación plaquetaria, la adhesión de monocitos, la inflamación y en especial la hemóstasis, secretando sustancias que promueven o inhiben la coagulación.
Cuando ocurre una lesión a nivel interno del sistema vascular, se activa la cascada de coagulación, generándose un coágulo en el sitio del daño. Dependiendo de la gravedad y de la concurrencia, se puede generar una trombosis, que no es más que el bloqueo de un vaso sanguíneo por un coágulo. Esta puede provocar una reducción del espacio interno de la vena o arteria, ocasionando una disminución en el flujo sanguíneo, aumento de presión arterial, arterogénesis, entre otros, conllevando al desarrollo de una enfermedad cardiovascular
McDowell y Lang (2000), realizaron un estudio donde evaluaron la función endotelial en respuesta a la administración de cierta cantidad de metionina (0.1g/kg) en pacientes sanos. 
Para esto, realizaron un ensayo donde observaron los cambios producidos la pared de la arteria braquial, tomando cada cierto intervalo de tiempo muestras de sangre para evaluar el nivel de homocisteína y metionina.
Observaron que al suministrar metionina en un plazo entre 4-8 horas los niveles de homocisteína se disparaban entre valores de 20-30µmol/L. Además midieron el grado de disfunción endotelial a través de los cambios observados en el flujo sanguíneo, reflejados por el grado de dilatación del vaso.
Encontraron que altos niveles de homocisteína disminuyen el diámetro del vaso, promoviendo la vasoconstricción.
Existen reportes que demuestran que también puede ocurrir un incremento en la actividad del factor tisular, (una de las proteínas que inician la cascada de coagulación) y en consecuencia desencadenar la coagulación, favoreciendo la formación de trombos.
En un estudio realizado por Fryer y colaboradores en 1993, se demostró que concentraciones homocisteína similares a la de pacientes con hiperhomocisteinemia, promueven la activación del factor tisular entre un 25 a un 100% más de lo normal.
Esto fue estudiado en el curso del tiempo incubando células endoteliales de la vena del cordón umbilical humano (HUVE) con grandes cantidades de homocisteína.
Los investigadores pudieron observar un aumento en la actividad del factor tisular, respecto a muestras controles, dentro de las 6 a 8 horas del aumento en la concentración de homocisteína en el medio de cultivo.
El tiempo en el que se observó la mayor actividad del factor tisular varió proporcionalmente con la concentración de homocisteína.
También realizaron un ensayo donde hicieron reaccionar un inhibidor de grupos sulfidrilo (NEM) con homocisteína en proporciones molares (NEM-Hcy) de 2,5:10; 5:10 y 10:10 durante un período de 15 min, para después aplicarlas sobre células HUVE para así evidenciar la actividad del factor tisular. 
Encontraron que a mayores cantidades de inhibidor el efecto de activación sobre el factor tisular era menor. 
En el mismo trabajo, Fryer y colaboradores (1993) demostraron mediante análisis por RT-PCR, que ocurre un aumento en la cantidad de ARNm correspondiente al factor tisular, hasta de 4 veces; después de incubar las células con homocisteína por 3 horas.
Estos hallazgos parecen demostrar que la homocisteína aumenta la actividad del factor tisular, por un aumento en la expresión del gen, y que para esta capacidad promotora de la homocisteína, es fundamental el grupo -SH del aminoácido.

### Efectos sobre el metabolismo del óxido nitroso (NO)
El endotelio de los vasos sanguíneos es capaz de producir un compuesto de acción vasodilatadora, el óxido nitroso (NO), que actúa sobre las células musculares lisas del vaso sanguíneo haciéndolas relajarse.
La incapacidad del endotelio para sintetizar NO provoca una incapacidad del vaso sanguíneo para controlar su tono muscular, lo cual recibe el nombre de "disfunción endotelial"

Efecto del óxido nitroso y del oxígeno molecular sobre la homocisteína.

La exposición por largo tiempo de las células endoteliales a la homocisteína puede producir una disminución de la disponibilidad de NO por 2 vías: 
-a) por afectación de su síntesis; ya sea directamente, mediado por especies reactivas del oxígeno o productos de la peroxidación lipídica (Un posible inhibidor de la óxido nitroso sintetasa (NOS), es la dimetil-arginina asimétrica (ADMA), la cual actúa como un inhibidor competitivo. Esto provoca el desacople de la síntesis de NO, y la generación de agentes altamente oxidantes, que a su vez disminuirán la disponibilidad del NO. El ADMA es producido a partir de proteínas metiladas en residuos de arginina por la acción de la proteína arginina N-metiltransferasa (PRMTs), la cual utiliza S-adenosilmetionina como donador de grupos metilo. La actividad de PRMT es regulada por las concentraciones de S-adenosilmetionina (SAM) y S-adenosilhomocisteína (SAH). La primera en altas concentraciones promueve la actividad de PRMT mientras que altas concentraciones de SAH inhiben la actividad de PRMT). 
-b) por agotamiento del gas ya formado, ya que el NO reacciona con la homocisteína para formar S-nitroso-homocisteína. Con esto se crea una especie de círculo vicioso que agrava aún más el daño oxidativo y bloquea el efecto vasodilatador de este peculiar mensajero químico.
Sin embargo, en las células musculares lisas es otro el efecto, Welch y equipo reportan que la homocisteína promueve, ya sea directamente o mediada por especies reactivas del oxígeno, el aumento de la producción de NO en estas células, debido a una inducción de la sintetasa de óxido nítrico 2 (NOS 2) medida por el NFkB, lo cual habla a favor de la acción mitogénica de la homocisteína, pues se ha demostrado el papel del mencionado factor de transcripción para la proliferación de células musculares lisas en cultivo.

### Alteraciones dependientes de la tiolactona de homocisteína
La tiolactona de homocisteína casi siempre se produce en ínfimas cantidades, pero al aumentar significativamente la concentración del aminoácido circulante puede incrementarse su formación y puede conducir a las situaciones siguientes:
-Combinación con partículas de LDL, lo que trae como consecuencia su agregación y captación por los macrófagos de la íntima arterial formando las famosas "células espumosas" de la placa de ateroma en formación.
-Conjugación con proteínas intracelulares y de secreción, lo que conduce a alteraciones del metabolismo oxidativo, con esto se refuerza el daño oxidativo.
(Nota: McCully también ha sugerido el posible estímulo de la formación de fosfoadenosina fosfosulfato por parte de la tiolactona de homocisteína, lo que favorece la producción y la deposición de glicosamino glicanos sulfatados en la matriz extracelular de la pared vascular, por parte de las células musculares lisas).

## Etiología
Existen varios factores que determinan una elevación de los niveles de homocisteína en plasma, unos ambientales y otros de origen genético, entre los primeros podemos destacar:

### Nutricionales
Una ingesta baja de vitaminas B6, B12 y ácido fólico pueden determinar una hiperhomocisteinemia, debido a que estas vitaminas son necesarias como cofactores para la degradación de la Hcy. Del mismo modo un síndrome de malabsorción puede determinar una hiperhomocisteinemia secundaria, por falta de vitaminas.

### Edad y sexo
Los niveles de homocisteína aumentan con la edad y son mayores en hombres que en mujeres, posiblemente debido a las diferencias en las concentraciones de vitaminas y hormonas; aunque también porque la formación de homocisteína está vinculada a la síntesis de creatina/creatinina; la cual es proporcional a la masa muscular.

### Drogas y medicamentos
El metotrexato, que es una droga anticancerosa, suele provocar hiperhomocisteinemias secundarias a su administración, debido a que posee una potente acción inhibitoria sobre la enzima folato reductasa.
La fenitoína (difenilhidantoína), que es un anticonvulsivante que actúa a nivel de la corteza motora. De este compuesto se conoce que interfiere con el metabolismo de la folato teofilina (una metilxantina), y que tiene una acción inhibitoria de la fosfodiesterasa motivo por el cual puede causar hiperhomocisteinemia al interferir en la síntesis de piridoxal fosfato (uno de los cofactores intervinientes en el metabolismo de la homocisteína)
Drogas que reducen el nivel de lípidos circulantes, pueden elevar los niveles plasmáticos de homocisteína, por alterar la absorción de folato.

## Genética
La mayoría de las causas genéticas de hiperhomocisteinemia tienen que ver con defectos en los genes de las enzimas que catalizan la degradación de la metionina y la homocisteína, o de enzimas que sintetizan cofactores necesarios para ello.

### MTHFR
MTHFR son las siglas correspondientes a la enzima Metilen Tetra Hidro Folato Reductasa, que es la encargada de sintetizar 5-metil tetrahidrofolato (comúnmente abreviado FH4) a partir de 5,10 metilén tetrahidrofolato. El 5 metil-tetrahidrofolato es la forma predominante de folato en circulación y el principal donor de grupos metilo en la vía de la remetilación.
Un defecto en esta enzima ocasiona la acumulación de homocisteína debido a la escasa cantidad de 5-metil tetrahidrofolato que se encuentra disponible para que la homocisteína metil transferasa, a través de la ruta de remetilación, transfiera un grupo metilo a la Hcy dando origen a la metionina.
El gen de la MTHFR se encuentra ubicado en el brazo corto del cromosoma 1 más específicamente en la porción p36.3 (1p36.3).
En un primer trabajo Goyette y colaboradores (1994), identificaron dos mutaciones en el gen que codifica para la MTHFR: 
- La primera es consecuencia de la sustitución de una citosina por una timina en la posición 559 del gen; ocasionando el cambio de una arginina por un codón de terminación. Esta alteración elimina uno de los dos sitios de reconocimiento de la enzima de restricción FOPI.
- La segunda mutación identificada por Goyette y colaboradores (1994) en el gen que codifica para la MTHFR, fue una transición de una guanina por una adenina en la posición 482 del gen, que produce el cambio de una arginina por una glutamina. Esta mutación ocasiona la creación de un sitio de reconocimiento para la enzima de restricción PstI (la cual genera dos fragmentos, uno de 136pb y otro de 116pb).
Durante el año siguiente, y mediante el análisis de muestras provenientes de pacientes con deficiencia severa de MTHFR, Goyette y colaboradores (1995), identificaron siete mutaciones más.
También en 1995, en un estudio realizado con pacientes franco-canadienses, Frosst y colaboradores, identificaron una nueva mutación causada por la sustitución de una citosina por una timina en la posición 667 del gen (C677T), lo que ocasiona el cambio de una alanina por una valina en la secuencia aminoacídica en la posición 233, originando una variante termolábil de la MTHFR.
Esta alteración trae como consecuencia una reducción de hasta un 50% de la actividad específica de la MTHFR.
Además demostraron que la mutación C677T originaba una enzima termolábil. Esto significa que la variante C677T se inactiva mucho más fácilmente a bajas temperaturas que la enzima "salvaje".
Van der Put y colaboradores en 1998 reportaron otra mutación en el gen que codifica para la MTHFR, que cambia una adenina por una citosina en la posición 1298 (A1298C).
Además evaluaron el efecto sobre la actividad enzimática de la MTHFR en linfocitos de ambas alteraciones tanto en forma separada, es decir como se expresan una pareja mutado-normal de genes, como también en forma combinada (Mutado C677T- mutado A1298C).
Observaron que la combinación heterocigota de ambas mutaciones (C677T + A1298C) reducen significantemente la actividad de la MTHFR en comparación con las formas heterócigotas de las dos alteraciones por separado.
Kung y colaboradores (1991) en un estudio donde determinaron la incidencia de la mutación C677T en el gen que codifica para la MTHFR, encontraron que estaba presente en el 17% de los pacientes con enfermedades cardíacas y en el 5% de los controles, por lo que concluyeron que se trata de una alteración común.
Por otra parte, determinaron una correlación entre la deficiencia de la enzima y el riesgo a desarrollar enfermedades coronarias, ya que en la mayoría de los pacientes con la alteración que provoca una proteína termolábil poseían altos niveles de homocisteína.
En 1999 Akar y colaboradores realizaron un estudio sobre pacientes con diagnóstico de Trombosis venosa profunda (DTV).
Utilizando el procedimiento descrito por Frosst y colaboradores (1995) y el de Van der Put y colaboradores (1998), estos autores realizaron una PCR para el análisis de la mutación C677T y la A1298C de la MTHFR.
Encontraron en estos pacientes que la combinación de ambas alteraciones en forma heterocigota u homocigota, ocasionaron altos niveles de Hcy en el plasma; por lo que cocluyeron que estas mutaciones deberían ser consideradas como un factor de riesgo trombótico independiente.

### CBS
CBS son las siglas de la enzima Cistationina Beta-Sintasa, la cual produce cistationina a partir de cisteína y serina por la vía de la transulfuración.
Esta enzima es de tipo alostérico y aumenta su actividad al aumentar la concentración de S-adenosilmetionina (SAM)
El gen de la CBS se encuentra en el brazo largo del cromosoma 21, concretamente en la posición q22.3 (21q22.3) donde fue ubicado por Skovby y colaboradores en 1984, y confirmado por Kraus y colaboradores (1986).
Se han descrito alrededor de 60 mutaciones para el gen que la codifica, las cuales actúan comúnmente sobre su dominio catalítico o sobre su sitio regulatorio. 
Entre las mutaciones más frecuentes están la que provoca el cambio de una isoleucina por triptófano en la posición 278 y la que provoca un cambio de glicina por serina en la posición 307.
Se ha descrito la mutación G1330A, que genera una transición de una guanina por una adenina, provocando un cambio de ácido aspártico por asparragina (D444N), lo que afecta el dominio regulatorio de la proteína CBS, volviéndola insensible a las modificaciones de la concentración de SAM.
Kruger et al (2001)[cita requerida] encontraron que la presencia de los polimorfismos C699T y T1080C, en el gen que codifica para la CBS están asociados con una disminución del riesgo de sufrir enfermedad cardiovascular.
Boers et al, 1985[cita requerida] encontraron que una alta frecuencia de heterocigocidad para la deficiencia en esta enzima predispone al desarrollo de enfermedad arterial oclusiva prematura, lo que también fue respaldado por otro estudio posterior realizado por Clarke y colaboradores (1991).[cita requerida]
Estos resultados controversiales indican a priori que los polimorfismos genéticos presentes en el gen que codifica para CBS están menos relacionados con la enfermedad vascular que aquellos en la MTHFR.

### MS
MS son las siglas de la enzima homocisteína metiltransferasa (también llamada Metionina Sintasa), esta enzima es capaz de sintetizar metionina a partir de homocisteína, utilizando metilcobalamina como dador de grupos metilo.
El gen de la MS fue ubicado en el brazo largo del cromosoma 1 concretamente en la región q23 (1q23), cerca de la zona telomérica, por Leclerc y colaboradores (1996)
Estos autores[¿quién?] identificaron tres mutaciones luego de secuenciar los fragmentos del gen que mostraban cambios en la movilidad electroforética.
En el 2002, Watkins y colaboradores[cita requerida] identificaron 13 mutaciones más en el gen que codifica para la enzima MS, entre las cuales hay:
- Cinco deleciones (c.12-13delGC, c.381delA, c.2101delT, c2669-2670delTG y c.2796-2800delAAGTC).
- Dos mutaciones sin sentido (R585X y E1204X) que resultan en proteínas truncadas sin porciones que son críticas para el funcionamiento de la enzima.
- Una mutación que convierte una adenina en una timina eliminando un sitio de splicing 3´ del intrón 9 y cinco mutaciones con pérdida de sentido (A410P, S437Y, S450H, H595P y I804T)
Morita et al (1999) no encontraron relación entre el polimorfismo D919G en el gen que codifica la MS y enfermedad vascular en pacientes con infarto en Japón. Lo mismo fue reportado por Chen et al (2001), los cuales no encontraron relación entre la presencia de dicho polimorfismo y la enfermedad vascular en pacientes caucásicos norteamericanos.

## Diagnóstico
La mayoría de los estudios clínicos miden la homocisteína plasmática total, la cual incluye homocisteína con disulfitos mixtos, tiolactato de homocisteína, homocisteína libre, y homocisteína unida a proteínas, esta última abarca el 70 a 80% del total. 
Las concentraciones de homocisteína "total" en ayunas, según diferentes autores de distintos países, que se consideran de referencia oscilan entre 5 y 16 μmol/l.
Se han clasificado la hiperhomocistinemia como leve con concentraciones de 15 a 30 micromoles por litro, intermedia 30 a 100 y grave por arriba de 100. 
En los pacientes con la fuerte sospecha de hiperhomocistinemia como agente causal de fenómenos trombóticos pero con niveles basales normales, la carga oral de metionina (100 mg por kilogramo de peso corporal) debe ser realizada. Los niveles plasmáticos son determinados después de la carga de metionina y un cambio mayor a 2 desviaciones estándar por arriba de lo normal es considerado hiperhomocistinemia.
Sin embargo, el valor pronóstico de la carga de metionina es incierto. En una serie que incluyó 24 de 163 sujetos con homocigocidad para la variante termolábil, el ayuno, pero no los niveles postmetionina de homocisteína total fueron asociados con enfermedad coronaria.
Las técnicas de medición de la homocisteína son numerosas, siendo la más sensible y específica la cromatografía con espectrometría en masa C-EM, con la capacidad por la misma de determinar los niveles de sus metabolitos. Al igual que la C-EM, la cromatografía líquida de alta resolución (CLAR) que incluye la detección por fluorescencia (DF), detección electrónica (DE), y colorimetría puede cuantificar metabolitos de la homocisteína. La medición de los niveles mediante test Abbott (Imx), completamente automatizado y con capacidad para determinar kitts de 480 muestras con imprecisión de menos del 3%. Las recomendaciones médicas para la medición de homocisteína acorde a los estatutos internacionales del convenio TASK es a todos los pacientes con historia de enfermedad aterosclerótica o tromboembólica.

## Tratamiento
El tratamiento de la hiperhomocistinemia varía con base en la causa, pero generalmente involucra suplementar la dieta con ácido fólico, piridoxina, y vitamina B12 (esto se hace con una dieta muy rica en frutas y verduras, y en quien lo precise con suplemento farmacológico de ácido fólico y vitaminas del grupo B).
Los pacientes que tengan la forma clásica, es decir por defecto de CBS, deben seguir una dieta con bajo aporte del aminoácido metionina.
Puede haber pacientes que precisen suplementar su dieta con betaína (el dador de grupos metilo que participa en la remetilacilón de la homocisteína independiente de los folatos).
El ácido fólico y la vitamina B12 bajan los niveles de homocisteína en un 25 a 50% en individuos normales y en pacientes con hiperhomocistinemia.
Las dosis mínimas requeridas de ácido fólico y piridoxina para el tratamiento son inciertas. Las actualmente utilizadas son de 1 mg/día de ácido fólico, 25 mg/día de piridoxina, y 0.5 mg/día de vitamina B12. 
Las dosis de ácido fólico se incrementan 5 mg/día tanto como sea necesario para bajar los niveles de homocisteína, siendo factible la dosis inicial de 5 mg/día de ácido fólico en los sujetos con más de 30 nanomoles/mL o aquellos con insuficiencia renal crónica, debiendo completar 6 semanas, encontrando reducción en los niveles incluso desde las primeras 2 semanas, pero puede ocurrir hasta las 8 semanas.